# بریوزوفکا (شهرستان اوفیمسکی، باشقیرستان)
بریوزوفکا (انگلیسی: Beryozovka, Ufimsky District, Republic of Bashkortostan) یک شهرک در شهرستان اوفیمسکی استان باشقیرستان کشور روسیه است.